# Ansley, Nebraska
Ansley är en ort i Custer County, Nebraska, USA.